# Jason Beckford
Jason Neil Beckford (Moss Side, 14 febbraio 1970) è un allenatore di calcio ed ex calciatore inglese, di ruolo attaccante.

## Biografia
Anche suo fratello Darren e suo figlio Ethan sono stati dei calciatori professionisti.

## Carriera

### Giocatore
Esordisce tra i professionisti all'età di 17 anni nella stagione 1987-1988, giocando 5 partite nella seconda divisione inglese con il Manchester City; nella stagione successiva, in cui il club conquista una promozione in prima divisione, gioca invece con maggior regolarità, totalizzando 4 presenze in Coppa di Lega ed 8 presenze in campionato, competizione in cui segna anche una rete (la sua prima in carriera tra i professionisti). La stagione seguente esordisce in prima divisione, giocandovi 5 partite; dopo ulteriori 2 presenze (più un'ulteriore presenza con anche una rete in Coppa di Lega), trascorre la seconda parte della stagione 1990-1991 in prestito in seconda divisione al Blackburn, dove gioca 4 partite senza mai segnare. Nel settembre del 1991 John Rudge lo acquista in prestito per alcuni mesi per sopperire ad un infortunio di Keith Houchen, che il Port Vale aveva appena acquistato in estate per sostituire suo fratello Darren, passato al Norwich City: l'esperienza di Jason con i Valiants è però breve e meno fortunata di quella del fratello, dal momento che dopo sole 5 presenze ed una rete viene rimandato al City, che peraltro lo cede immediatamente al Birmingham City (club di terza divisione) per 50000 sterline. La sua esperienza al Birmingham City, pur durando complessive 3 stagioni, non è però fortunata: nella prima stagione gioca solamente 4 partite e segna una rete, conquistando in compenso una promozione in seconda divisione. Nella stagione seguente gioca quindi in questa categoria, nella quale non va comunque oltre quota 3 presenze (con anche una rete all'attivo). Nella stagione 1993-1994 non viene invece mai schierato in campo in partite ufficiali, trascorrendo peraltro la seconda parte della stagione in prestito al Bury, club con cui gioca 3 partite in quarta divisione. Viene quindi svincolato dopo un totale di 8 presenze (oltre alle 7 in campionato ne aggiunge una nel Football League Trophy nella stagione 1991-1992), e nelle 2 stagioni successive gioca prima nello Stoke City (4 presenze in seconda divisione), poi nel Millwall (9 presenze in seconda divisione) ed infine nel Northampton Town (una presenza in quarta divisione), ritirandosi definitivamente al termine della stagione 1995-1996, all'età di 26 anni, complici anche i numerosi infortuni che nelle ultime stagioni gli avevano impedito di giocare con regolarità.
In carriera ha totalizzato complessivamente 63 presenze e 5 reti fra tutte le competizioni (7 presenze in prima divisione, 38 presenze e 3 reti in seconda divisione, 4 presenze ed una rete in terza divisione, 4 presenze in quarta divisione, 9 presenze ed una rete nelle varie coppe nazionali ed una presenza nella Coppa Anglo-Italiana).

### Allenatore
Ha allenato per diversi anni nelle giovanili del Bolton. Nella stagione 2002-2003 ha lavorato come vice di Ally Pickering ai semiprofessionisti del Mossley, di cui alle dimissioni di quest'ultimo è diventato allenatore, ricoprendo il ruolo per le successive 4 stagioni, dal 2003 al 2007, vincendo tra l'altro la Northern Premier League Division One (ottava divisione) nella stagione 2005-2006. Dopo essere tornato ad allenare nelle giovanili del Bolton, nella stagione 2011-2012 allena l'Under-16 dell'Oldham Athletic.

## Palmarès

### Allenatore

#### Competizioni nazionali
- Northern Premier League Division One: 1

Mossley: 2005-2006